# One for the Road (álbum de April Wine)
One for the Road es un álbum en vivo de la banda de rock canadiense April Wine,  grabado durante su gira “One More for the Road” en 1984.

## Lista de canciones
Todas las canciones fueron escritas por Myles Goodwyn, excepto donde se especifique lo contrario.
1. “Anything You Want, You Got It” – 4:05
2. “I Like to Rock” – 3:56
3. “All Over Town” – 3:06
4. “Just Between You and Me” – 3:43
5. “Enough is Enough” – 3:47
6. “This Could be the Right One” – 4:16
7. “Sign of the Gypsy Queen” (Lorence Hud) – 5:11
8. “Like a Lover, Like a Song” – 4:55
9. “Comin' Right Down on Top of Me”
10. “Rock n' Roll is a Vicious Game” – 4:56
11. “Roller” - 4:16

## Formación
- Myles Goodwyn - voz, guitarra y teclados
- Brian Greenway -  voz y guitarra
- Gary Moffet - guitarra y coros
- Steve Lang - bajo y coros
- Jerry Mercer - batería y coros